# Shaowu
Shaowu (chiń. 邵武; pinyin Shàowǔ) – miasto w Chinach, w prowincji Fujian. W 2010 roku liczyło 183 457 mieszkańców.